# Aygestan (Askeran)
Aygestan (in armeno Այգեստան ?, Ballydzha in azero Ballıca) è una comunità rurale del distretto di Xocalı in Azerbaigian, fino al 2023 facente parte della regione di Askeran nella repubblica di Artsakh (fino al 2017 denominata repubblica del Nagorno Karabakh).
Aygestan nel 2005 contava circa un migliaio di abitanti. Sorge in area collinare a poca distanza dalla capitale Step'anakert.